# توشيو سوزوكي
توشيو سوزوكي (باليابانية: 鈴木利男 ) (و. 1955  م) هو سائق سيارة سباق، من اليابان، ولد في سايتاما، سايتاما، شارك في لو مان 24 ساعة.

## روابط خارجية
- توشيو سوزوكي على موقع Racing-Reference.info (الإنجليزية)